# Scaptia auriflua
Espèce
Scaptia auriflua est une espèce de diptères de la famille des Tabanidae (taons).

## Répartition
Scaptia auriflua se rencontre en Afrique, en Amérique et en Australie.

## Description
Scaptia auriflua mesure environ 10 mm. Sa couleur et la présence de poils la font ressembler à une abeille.
Contrairement à la grande majorité des Tabanidae, la femelle ne se nourrit pas de sang mais du nectar de plantes. En revanche, comme chez tous les Tabanidae, les yeux permettent de différencier mâles et femelles, ils sont contigus chez les mâles (hoptique) et séparés chez la femelle (dichoptique).

## Galerie

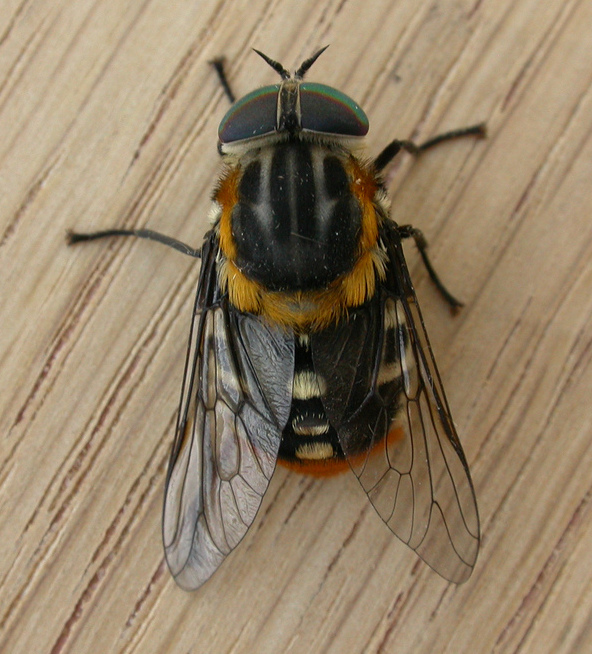
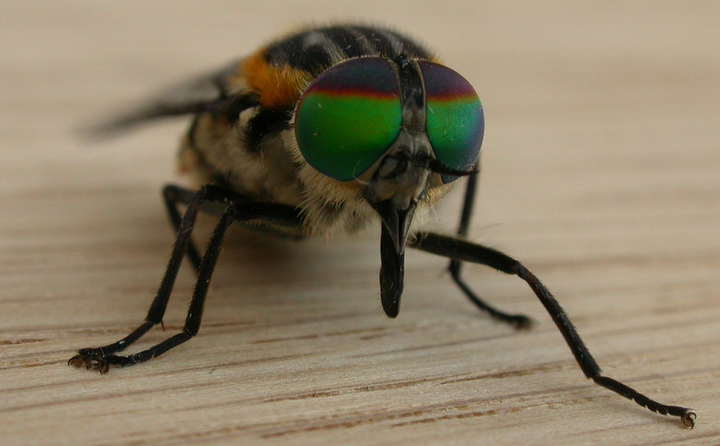
Femelle